# Austrogomphus mjobergi
Austrogomphus mjobergi – gatunek ważki z rodziny gadziogłówkowatych (Gomphidae).